# Ola By Rise
Ola By Rise (Trondheim, 1960. november 14. –) norvég válogatott labdarúgókapus.

## Pályafutása

### Klubcsapatban
Pályafutása során egyetlen csapatban a játszott Rosenborgban védett. 1977 és 1995 között 349 mérkőzésen lépett pályára a norvég első osztályban, ami nemzeti rekordnak számított abban az időben. A csúcsbeállítást később a szintén válogatott Roar Strand döntötte meg. A Rosenborg színeiben 7 alkalommal nyerte meg a norvég bajnokságot és 4 alkalommal a norvég kupát.

### A válogatottban
A norvég U21-es válogatottban 1981-ben 5 mérkőzésen lépett pályára. 1984 és 1994 között 25 alkalommal szerepelt a norvég válogatottban. Részt vett az 1984. évi nyári olimpiai játékokon és az 1994-es világbajnokságon.

### Edzőként
Miután visszavonult a játéktól segédedzőként dolgozott Trond Sollied (1998), Nils Arne Eggen (1999–2002) és Åge Hareide (2003) alatt. Miután Hareidét kinevezték a norvég válogatott szövetségi kapitányi posztjára, 2004-ben megkapta a Rosenborg irányítását. A 2004-es szezon végén ugyan bajnoki címet szerzett, de meglehetősen gyenge teljesítményt nyújtva, mindössze jobb gólkülönbséggel végeztek az élen a Vålerenga előtt. 2004 novemberében elbocsátották. Ezt követően 2015. február 1-jétől szerkesztőként vállalt munkát a norvég rádiónál (NRK). 2006 júliusában a norvég válogatottnál vállalt segédedzői munkát, ahol 2013-ig dolgozott. 2014. áprilisában a dán Aarhus csapatához írt alá.
A labdarúgás mellett újságírással is foglalkozik, egy helyi trondheimi lapban (Adresseavisen) rendszeresen publikál.

## Sikerei, díjai

### Játékosként
Rosenborg
- Norvég bajnok (7): 1985, 1988, 1990, 1992, 1993, 1994, 1995
- Norvég kupa (4): 1988, 1990, 1992, 1995

### Edzőként
Rosenborg
- Norvég bajnok (1): 2004

## Külső hivatkozások
- Ola By Rise adatlapja a National-Football-Teams.com oldalon (angolul)

- Ola By Rise (angol nyelven). FootballDatabase.eu
- Ola By Rise (angol nyelven). eu-football.info